# Diederik Blankesteijn
Diederik Blankesteijn (Nijkerk, 1996) is een Nederlands organist en muziekdocent.

## Levensloop

### Jeugd en studie
Blankesteijn kreeg de muziek met de paplepel ingegoten. Zijn vader, die organist was aan de Grote Kerk in Nijkerk, leerde hem al op jonge leeftijd de registers te bedienen. Hij ging naar het Johannes Fontanus College in Barneveld en volgde piano- en orgellessen aan het conservatorium van Amsterdam. Hij kreeg hier les van Jacques van Oortmerssen, Matthias Havinga en Pieter van Dijk. Hij sloot hier in 2021 zijn studie af met een master. Daarnaast studeerde hij theologie aan de Vrije Universiteit Amsterdam.

### Loopbaan
Blankesteijn is werkzaam als organist in de Grote Kerk in Nijkerk en de Fonteinkerk in Amersfoort. Daarnaast is hij ook actief als orgeldocent en dirigent en is bestuurslid van stichting NijKerkmuziek. Hij is sinds oktober 2022 tevens ook actief als cantor-organist in de Lutherse Kerk in Utrecht. Als muziekdocent geeft hij klavecimbel-, orgel- en pianolessen aan de muziekschool De Muzen in Veenendaal. Daarnaast neemt hij ook deel aan vele orgelcouncoursen. In juni 2025 won hij de tweede prijs van het Internationaal Schnitger Orgelconcours.

## CD
- (2023) Liszt: Piano Works, arranged for Organ

## Bladmuziek
- Sonate
- Stil ligt de tuin rondom het witte graf
- De eerste dag der week
- De Heer is waarlijk opgestaan
- Iedereen zoekt U, jong of oud
- Lof zij de Heer, ons hoogste goed
- Wie zich door God alleen laat leiden
- Het heil des hemels werd ons deel
- Zonne der gerechtigheid